# 糙毛囊薹草
糙毛囊薹草（学名：Carex hirtiutriculata）为莎草科薹草属的植物，为中国的特有植物。分布于中国大陆的云南省等地，生长于海拔2,300米的地区，多生在山坡林下，目前尚未由人工引种栽培。